# 植田祐次
植田 祐次（うえだ ゆうじ、1936年1月24日 - ）は、日本のフランス文学者、青山学院大学名誉教授。

## 経歴
満州営口生まれ。1959年早稲田大学仏文科卒、1963年同大学院博士課程単位取得満期退学、1965年長崎造船大学助教授、1970年、青山学院大学助教授となり、1984年に教授、2006年に定年退任、名誉教授。
18世紀フランス文学専攻。サド、レチフなどを研究、翻訳した。

## 著書
- 『共和国幻想 レチフとサドの世界』（法政大学出版局、《思想・多島海》シリーズ) 2004

## 編纂
- 『十八世紀フランス文学を学ぶ人のために』（編、世界思想社） 2003
- 『フランス女性の世紀 啓蒙と革命を通して見た第二の性』（世界思想社） 2008
- 『ヴォルテールを学ぶ人のために』（世界思想社） 2012

## 翻訳
- 『魔王』（ミシェル・トゥールニエ、近田武共訳、二見書房） 1972、のちみすず書房
- 『物語ローマ誕生神話』（ガイ・ド・トーリーヌ、大久保敏彦共訳、社会思想社、現代教養文庫） 1980.5
- 『フランス幻想民話集』（社会思想社、現代教養文庫) 1981.4
- 『フランス妖精民話集』（社会思想社、現代教養文庫) 1981.8
- 『ハムレット 構造分析的試論』（ジャン・パリス、国文社） 1984.12
- 『ブルターニュ幻想集』（山内淳共編訳、社会思想社、現代教養文庫) 1991.7
- 『フランス怪奇民話集』（山内淳共訳編、社会思想社、現代教養文庫) 1993.7
- 『恋の罪』（サド、岩波文庫) 1996.3
- 『ジュスチーヌまたは美徳の不幸』（サド、岩波文庫） 2001.1
- 『カンディード』（ヴォルテール、岩波文庫） 2005.2
- 『ヴォルテール哲学コント集成』上（ヴォルテール、国文社） 2010.7

### レチフ・ド・ラ・ブルトンヌ
- 『パリの夜 革命下の民衆』（レチフ・ド・ラ・ブルトンヌ、現代思潮社、古典文庫) 1969、のち岩波文庫
- 『最後の恋 - サラ』（ニコラ・エドム・レチフ・ド・ラ・ブルトンヌ、二見書房、コレクション・アモール) 1970
- 『飛行人間またはフランスのダイダロスによる南半球の発見 きわめて哲学的な物語』（レチフ・ド・ラ・ブルトンヌ、創土社） 1985.1
- 『南半球の発見 / アンドログラフ 』（レティフ・ド・ラ・ブルトンヌ、法政大学出版局、啓蒙のユートピア3） 1997.12
- 『ポルノグラフ』（レチフ・ド・ラ・ブルトンヌ、岩波書店、ユートピア旅行記叢書15） 2000.6

## 参考
- ReaD 植田祐次の項目